# Samuel Dirksz van Hoogstraten
Samuel Dirksz van Hoogstraten, častěji jen Samuel van Hoogstraten (2. srpna 1627, Dordrecht – 19. října 1678, Dordrecht) byl nizozemský malíř doby baroka, z období tzv. zlaté éry nizozemského malířství, byl také básníkem a autorem spisu o teorii umění.

## Životopis
Samuel Dirksz van Hoogstraten se učil nejprve u svého otce Dirka van Hoogstratena. V Dordrechtu zůstal až do roku 1640. Po smrti svého otce se přestěhoval do Amsterdamu, kde se v letech 1640–1648 učil v ateliéru malíře Rembrandta van Rijn. Krátce nato začal pracovat samostatně jako malíř žánrů a portrétista. 
V letech  1651-1654 cestoval s mladším bratrem Janem přes Německo a pobýval ve Vídni, kde ho císař Ferdinand III. angažoval jako jednoho z dvorních mistrů. Vytvořil například vedutu Hofburgu s náměstím, nebo iluzivní obraz okna domu s hlavou vyhlížejícího starého muže. Bratr Jan ve Vídni zemřel.
Dále v letech 1654-1656 pobýval v Římě, kde vstoupil do sdružení umělců Bentvueghels a dostal podle svého původu přezdívku Batavier (Batávec). Po návratu do Dordrechtu v letech 1656-1662 řídil provoz v tamní mincovně a zasedal v městské radě.
V letech 1663–1667 pracoval v Londýně, kde opustil rembrandtovský šerosvit a převzal reprezentativní styl královského portrétisty Anthonise van Dycka.

## Obrazy a rytiny

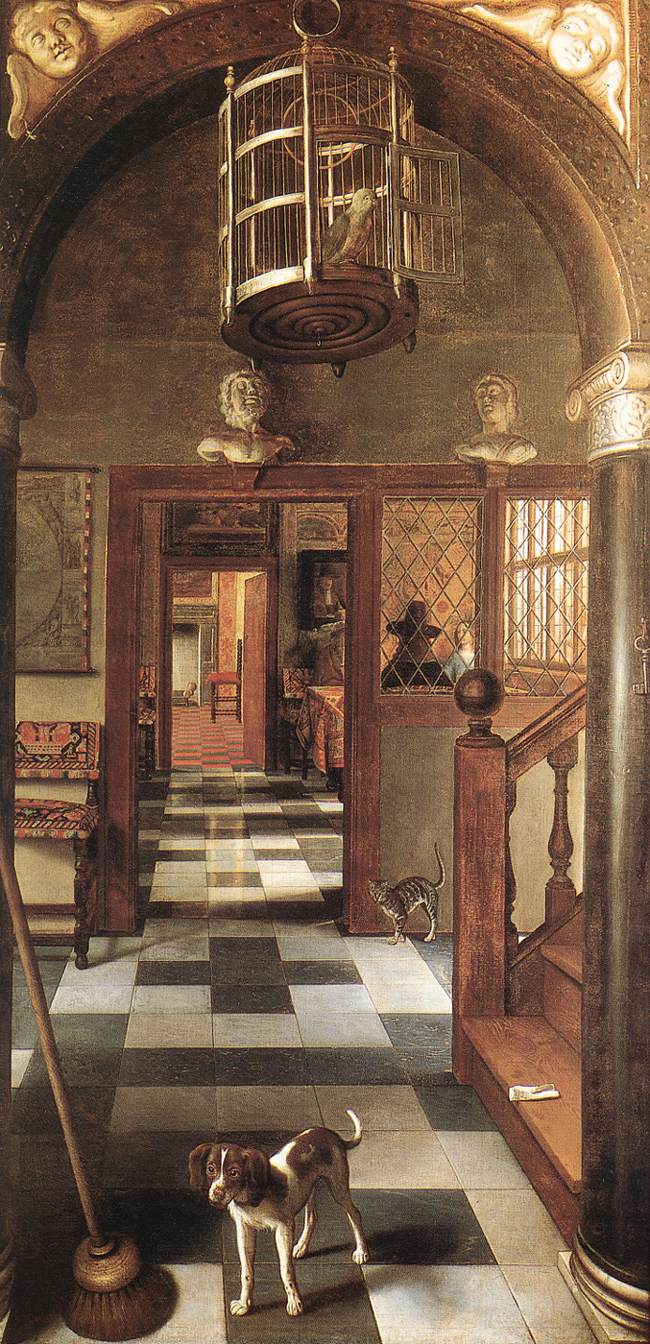
Pohled do chodby domu, 1662

Zachoval se dostatečný počet Van Hoogstratenových obrazů různých žánrůː  
- Portrétyː  Některé rané portréty, například mladé dámy ve dveřích ze sbírky Institutu umění v Chicagu, byly pro výjimečně zachycený pohled a styl dlouho připisovány Hoogstratenovu učiteli Rembrandtovi. .  V tomto stylu pokračoval až do roku 1653, kdy namaloval hlavu vousatého starého muže, který se dívá z okna. Obraz patří do císařské habsburské sbírky, je vystaven v Kunsthistorisches Museum ve Vídni.

Vedle intimních ženských podobizen maloval reprezentační portréty významných mužů, jako byl nizozemský guvernér v Indii, Matheus van den Broucke, (1620-85), který se dal zpodobnit se zlatým řetězem a medailí, které mu v roce 1670 udělila Nizozemská Východoindická společnost.
- Uznávaný byl také jako malíř zátiší ve stylu trompe l'oeil. V realistickém obraze ostře osvětlených předmětů  vytváří optickou iluzi jejich trojrozměrné dimenze. Jejich perspektiva je srovnatelná s iluzivním pojetím architektury. Realita zdánlivě nahodile poskládaných objektů má vždy hlubší významː lebka, přesýpací hodiny a zhasnutá svíčka - memento mori, krása ovoce, čerstvých květin a živých zvířat odráží podstatu božského stvoření přírody, opadávající květiny a zabitá zvířata symbolizují naopak pomíjivost pozemského života (vanitas). Hoogstraten ji zdůraznil naturalistickým vyobrazením drůbeže, z níž vytéká krev.
- Vedutyː Pohled na Vídeňský Hofburg přes náměstí Burgplatz z roku 1652 ukazuje jeho dovednost jako malíře architektury. Kukátkovou perspektivu zámecké architektury s parkem uplatnil v obraze Alegorie spravedlnosti a pravdy. Oproti tomu v obraze Žena čtoucí dopis  přechází nádvořím (ze sbírky Mauritshuis v  Dordrechtu), nebo Žena při poradě s lékařem (z Rijksmuzea v Amsterdamu van Hoogstraten následuje kompozici typickou pro Pietera de Hoocha.  Jeden z jeho posledních obrazů je Portrét Matthiase van den Brouckea, datovaný 1670.
- Mytologické a alegorické kompozice se v Hoogstratenově tvorbě dochovaly méně. Patří k nim Hermafrodítos a Salmakis u pramene a Alegorie spravedlnosti, obezřetnosti a lásky.

### IluzivníObraz v obraze

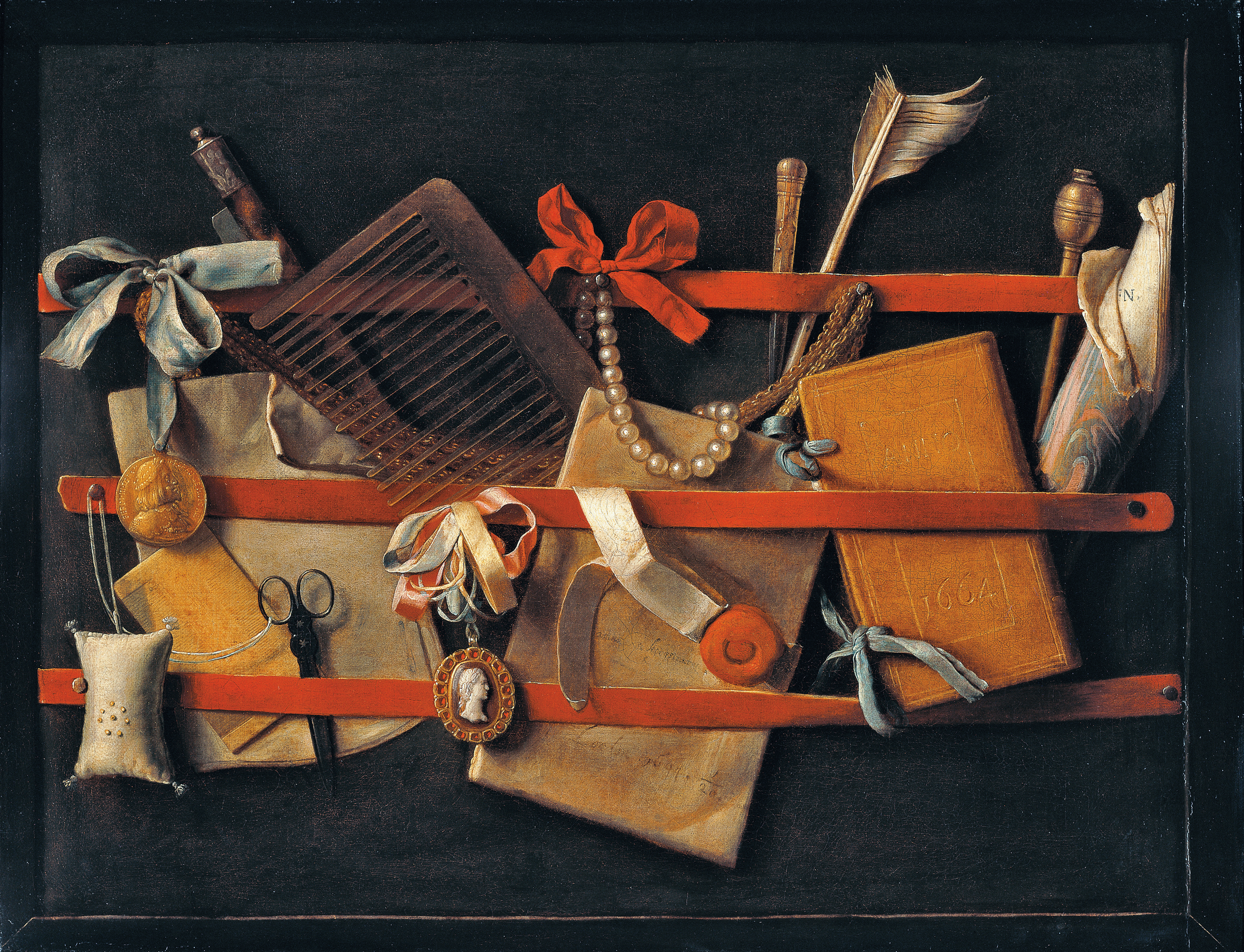
Zátiší s nástěnkou, 1664

Hoogstraten podobně jako jeho učitel Rembradt využíval  1) v malbě portrétů iluzivní rám, o který se portrétovaná osoba opírá, nebo z něj vyhlíží ven 2) v malbě interiérů kukátkovou  perspektivu ve stylu peepshows (zátiší,  předměty nebo osoby pohledem pozorovatele dívajícího se malou dírkou nebo lupou) nebo ve stylu perspektivního boxu. Kombinuje přitom ostré světlo a stín a silně perspektivní zkreslení architektonických prvků jako Camera obscura. Příkladem peepshow je obraz interiéru holandského domu, přesvědčivý 3D pohled do nitra domu viděný dírkou ve  skříňce. Jeden z jeho obrazůtypického interiéru nizozemského měšťanského domu v tomto stylu je vystaven v National Gallery v Londýně. 

### Kresby a grafika
Hoogstraten vytvořil mnoho kreseb (často jde o lavírované perokresby tuší), více s biblickými než světskými náměty. Dříve byly připisovány Rembrandtovi (všechny v Hollsteinově soupisu) , protože vznikly v době Hoogstratenova učení v Rembrandtově ateliéru a jsou jím ovlivněny. Dále se věnoval technikám mědirytiny a leptu, z nichž se dochovalo několik tisků, například jeho poslední autoportrét z roku 1677.

## Žáci
Jeho žáky byli jeho mladší bratr Jan van Hoogstraten, oba synové, Aert de Gelder,  Arnold Houbraken, Cornelis van der Meulen nebo Godfried Schalcken.

## Podnikatel, literát a teoretik umění
Jeho věhlas vycházel z jeho mnohostranné kariéry podnikatele, městského zastupitele, malíře, grafika, básníka a spisovatele. Domohl se značného majetku i společenské prestiže, usiloval o vyšší sociální postavení umělců. Kromě malby a řízení mincovny věnoval část svého času literární práci.  Jeho stěžejním dílem  je kniha o teorii malby Introduction to the Academy of Painting, or the Visible World (Úvod do akademie malby aneb Viditelný svět), což je rozsahem a teoretickým charakterem jedno z nejambicióznějších pojednání o umění malby publikované v Nizozemí v sedmnáctém století. Důležité je i tím, že dokumentuje některé výroky a rady svého učitele Rembrandta a zmiňuje se aké o dalších mistrech, které poznal osobně. Zabývá se tématy jako přesvědčivost obrazu a iluze - tedy principy či technikami, pomocí kterých jsou umělecké prezentace vytvářeny tak, aby se podobaly reálným objektům nebo aby poskytovaly vzhled prostoru pomocí perspektivy; pojednává také o umělcových morálních standardech a popisuje vztah malby k filozofii, odkazujíc na různé starověké a moderní autory. Reaguje na mezinárodní, především jihoevropský ideál malby, se kterým se van Hoogstraten setkal během svých cest. Pojednává také o soudobém nizozemském projevu a o metodice studia umění. Publikaci napsal jako pokračování knihy Karla van Mandera z počátku 17. století o malbě a malířích Het Schilder-Boeck. 
Knihu v roce Hoogstratenovy smrti vydal jeho syn Fransois v Rotterdamu s otcovou mědirytinou na titulním listu.   
Jeden z mnoha Hoogstratenových žáků Arnold Houbraken  později vydal knihu s názvem The Great Theatre of Dutch Painters (Velké divadlo nizozemských malířů), která obsahovala i životopis jeho učitele. Tato biografie je základem většiny informací, které dosud máme o Hoogstratenově životě.

### Sonety a tragédie
Van Hoogstraten také psal básně, sonety i tragédie, například epickou báseň Dieryk en Dorothe.

## Galerie

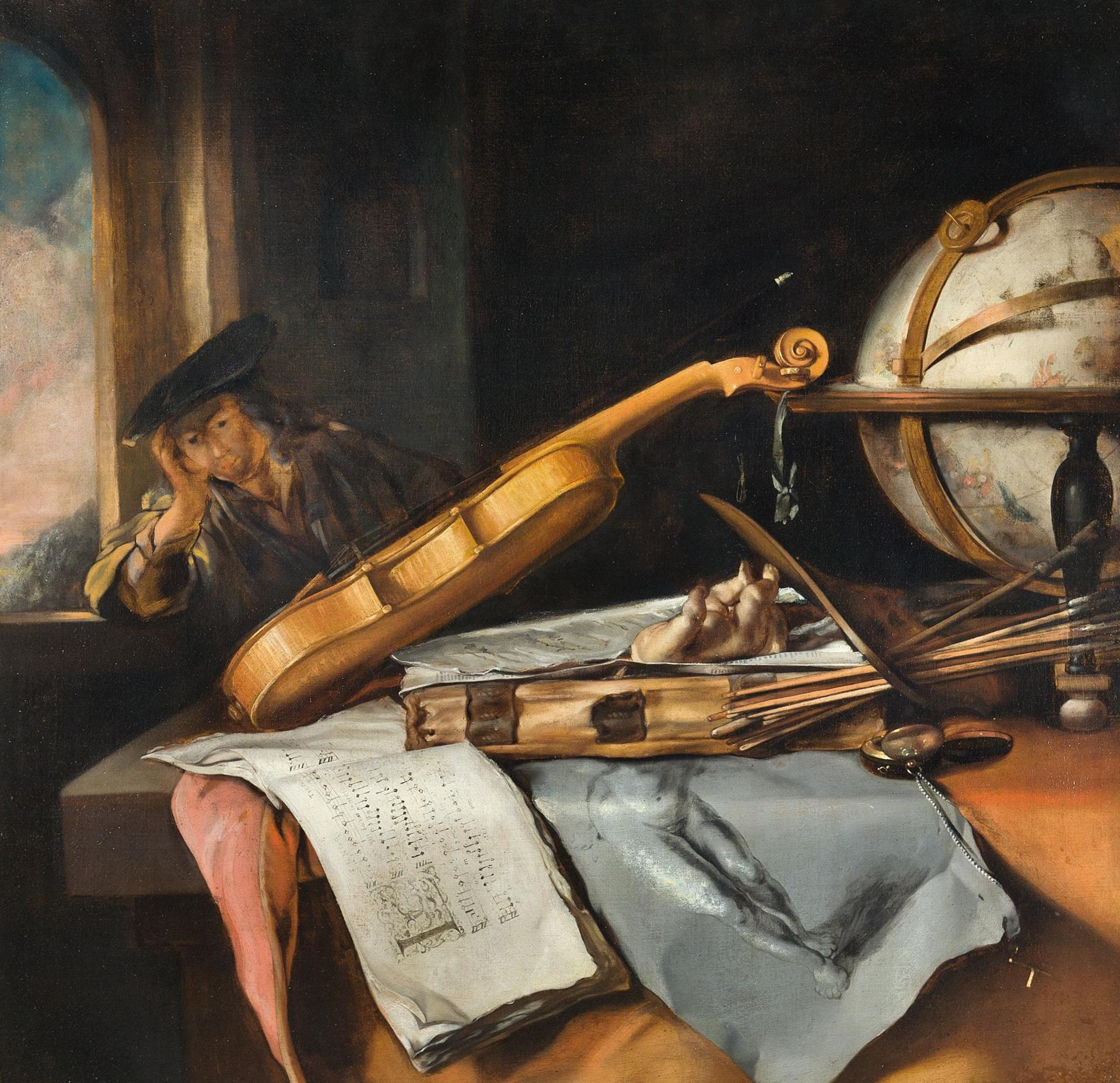
Vanitas, 87,6 × 89,5 cm, 1640
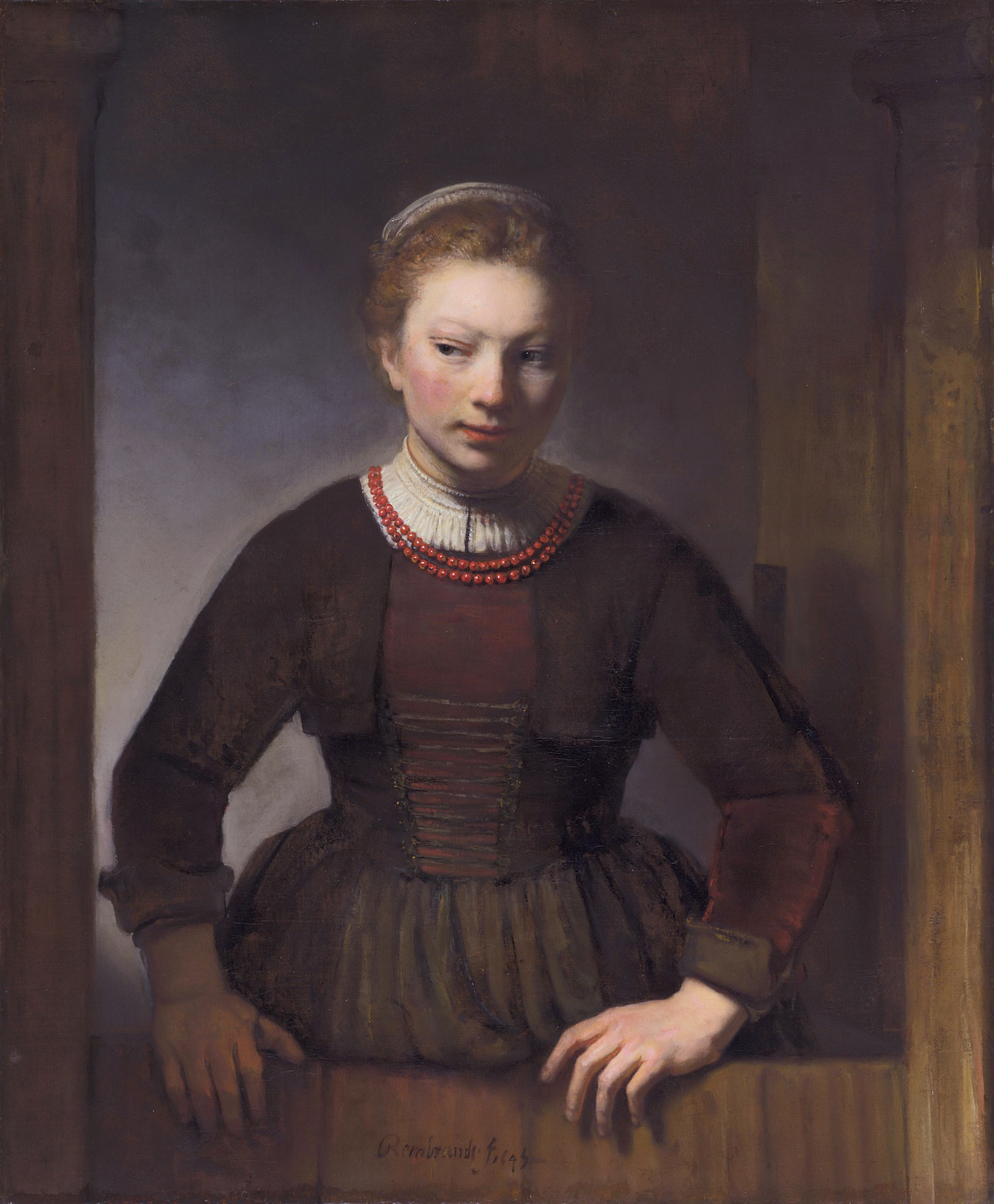
Mladá žena ve dveřích; 1645
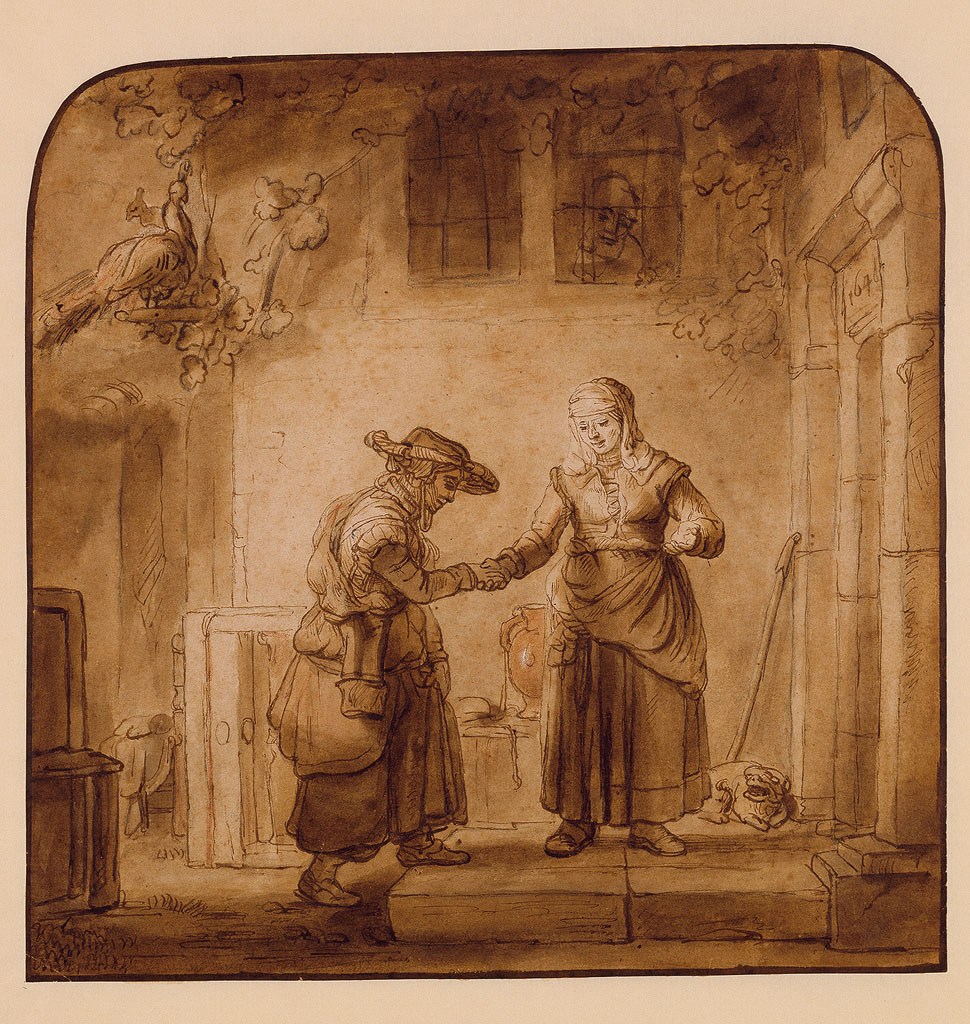
Navštívení, lavírovaná kresba, kolem 1645
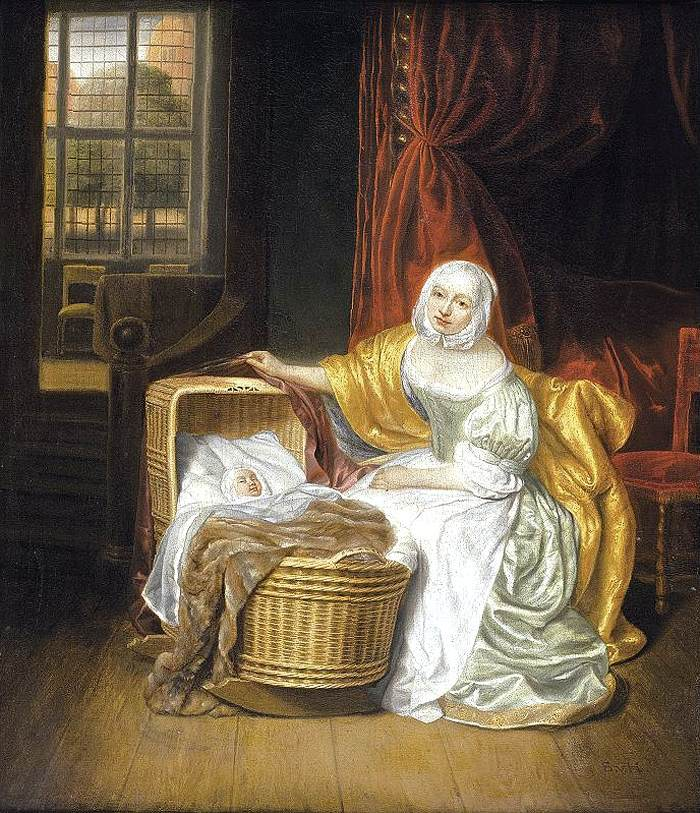
Matka a dítě v kolébce, po polovině 17. století
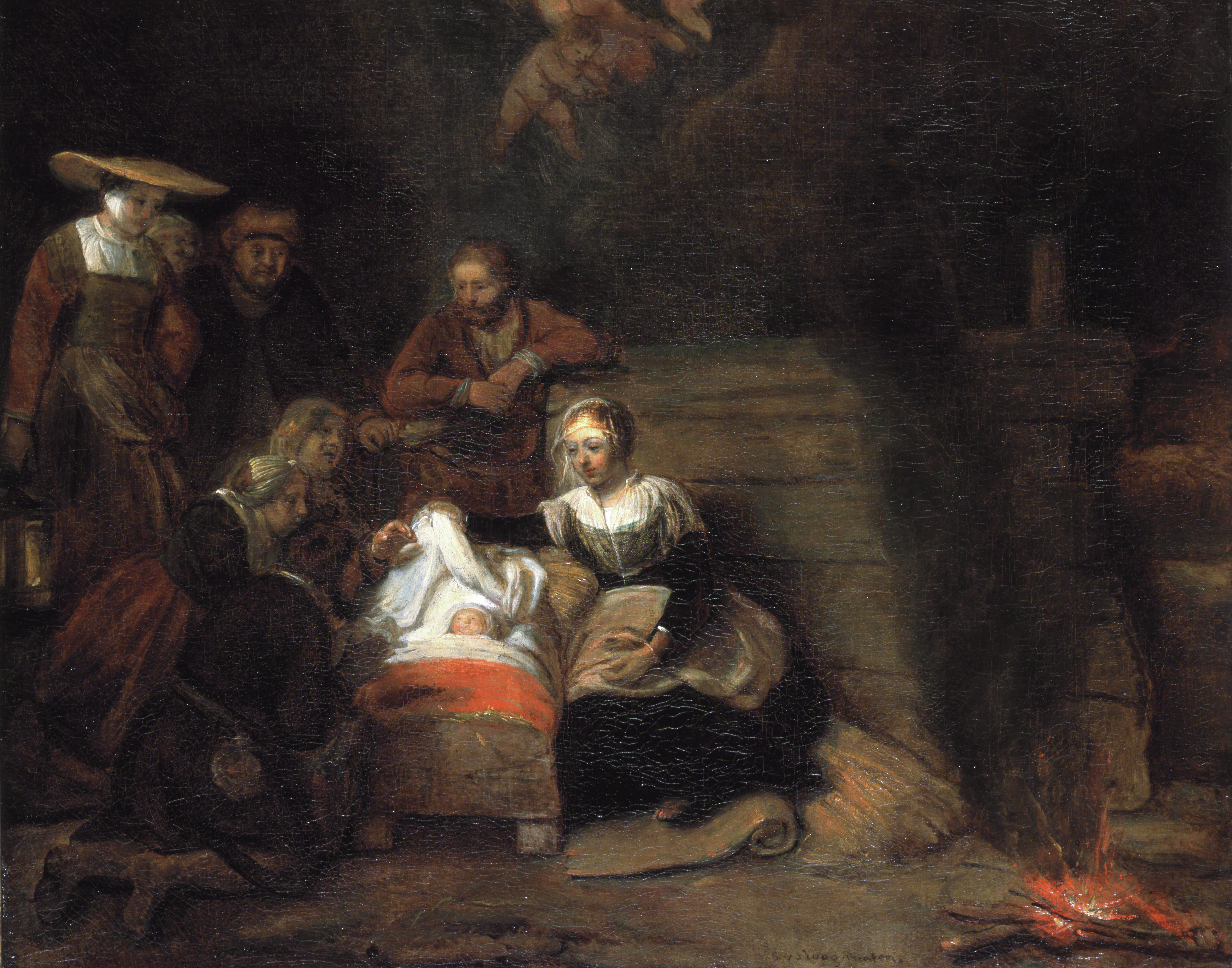
Klanění pastýřů, 58,2 × 70,8 cm, 1647
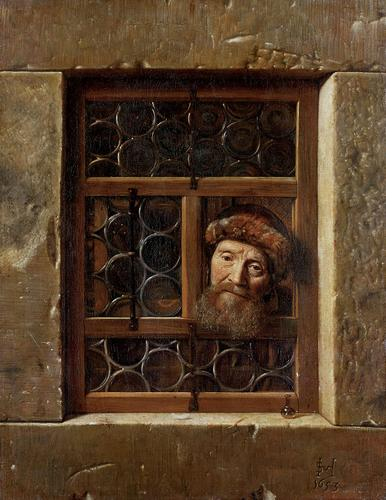
Starý muž v okně, 1653
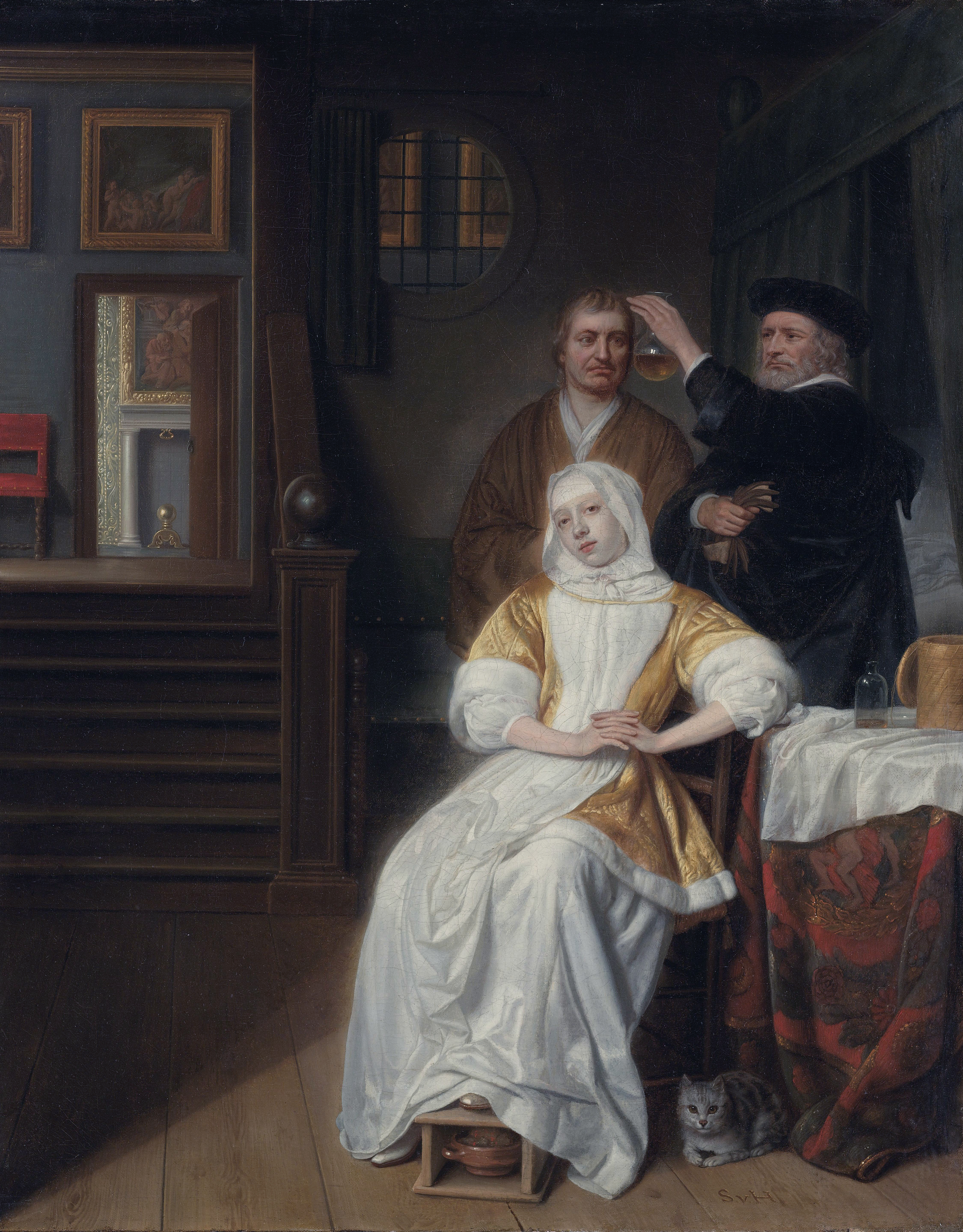
Bledá paní u lékaře, kolem 1667
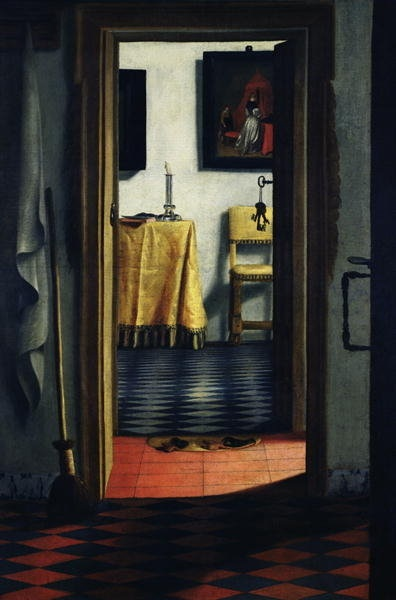
Pantofle v chodbě domu, kolem 1670
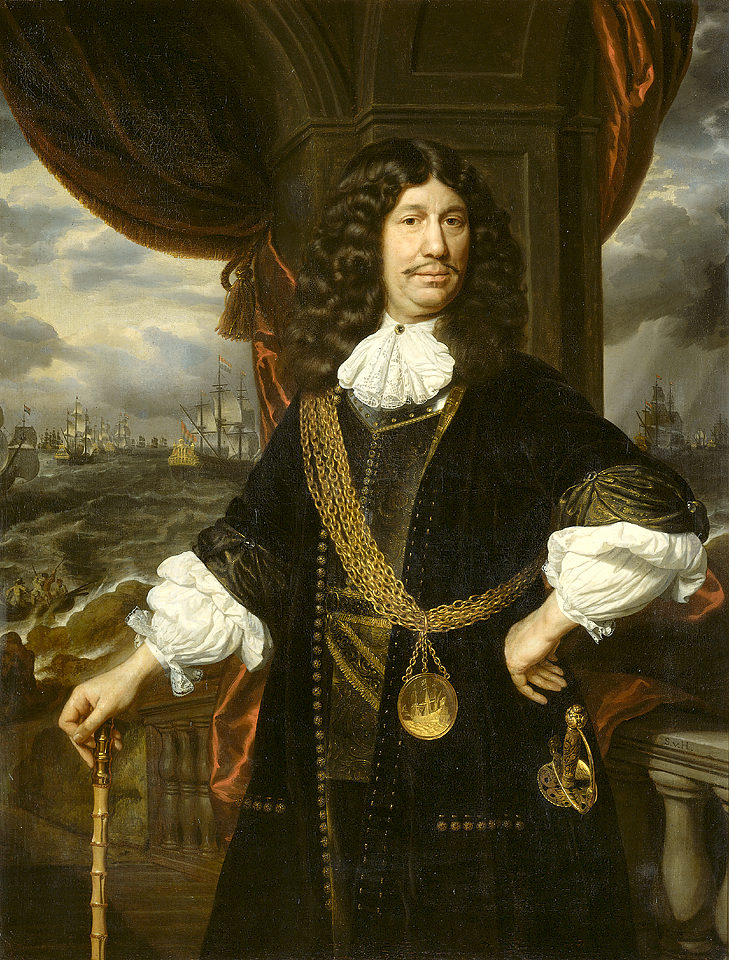
Guvernér Mattheus van den Broucke,  1670-1675
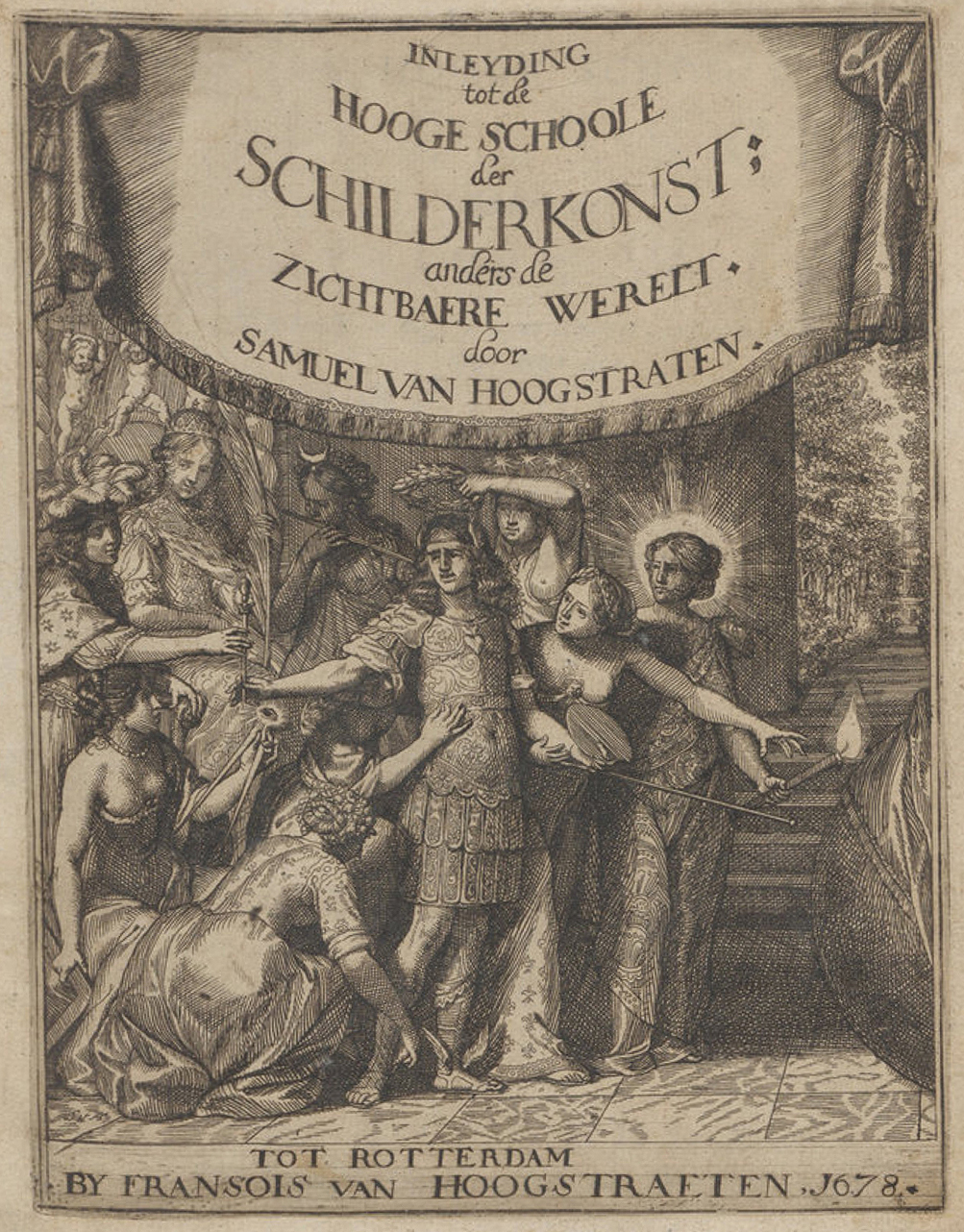
Frontispis Hoogstratenovy knihy.